# Patrick Bureau
Patrick Bureau est un réalisateur, scénariste et critique de cinéma français, né en 1941[réf. nécessaire].

## Filmographie

### Cinéma
- 1967 : Le Voleur de Louis Malle - en tant qu'assistant réalisateur
- 1968 : Delphine d'Éric Le Hung - en tant qu'assistant réalisateur
- 1969 : Le Temps de mourir d'André Farwagi - en tant qu'assistant réalisateur
- 1971 : La Maison sous les arbres de René Clément - en tant qu'assistant réalisateur
- 1972 : Le Temps d'aimer (A Time for Loving) de Christopher Miles - en tant qu'assistant réalisateur
- 1972 : Le Grand Blond avec une chaussure noire d'Yves Robert - en tant qu'assistant réalisateur
- 1972 : Le Rempart des Béguines de Guy Casaril - en tant qu'assistant réalisateur
- 1974 : Borsalino & Co de Jacques Deray - en tant qu'assistant réalisateur
- 1974 : Le Retour du grand blond d'Yves Robert - en tant qu'assistant réalisateur
- 1975 : Salon Kitty de Tinto Brass - en tant qu'assistant réalisateur
- 1978 : Nuova Colonia

### Télévision
- 1969 : Café du Square, série télévisée de Louis Daquin - en tant qu'assistant réalisateur
- 1977 : L'Homme en question
- 1981 : Électre
- 1982 : On ne se quittera jamais
- 1982 : Emmenez-moi au théâtre : Le Fleuve étincelant
- 1984 : Emmenez-moi au théâtre : Pauline ou l'Écume de mer
- 1984 : Péchés originaux : On ne se quittera jamais
- 1985 : Emmenez-moi au théâtre : La Robe de Valentine
- 1989 : Le Petit Théâtre d'Antenne 2 : Arrivée porte 33
- 1990 à la télévision : Avanti
- 1990 : Les Cinq Dernières Minutes : Hallali - également scénariste
- 1990 : Drôle de couple
- 1990 : La Menteuse
- 1991 : Riviera
- 1993 : Une famille pas comme les autres
- 1995 : Une aspirine pour deux
- 1995 : Le Surbook
- 1996 : Vacances de rêve
- 1998 : Le Vison voyageur